# Christmas Present (Boney James)
Christmas Present è l'undicesimo album in studio, nonché il secondo album natalizio del sassofonista statunitense Boney James, pubblicato il 18 settembre 2007.

## Tracce
1. Skating – 3:36
2. Santa Baby – 4:38
3. O Tannenbaum – 4:09
4. River – 4:06
5. The First Noel – 4:41
6. Merry Christmas Baby – 4:28
7. My Grown Up Christmas List – 4:44
8. Hark! The Herald Angels Sing – 3:31
9. Silent Night – 5:16
10. Auld Lang Syne – 3:52